# Nissan Juke

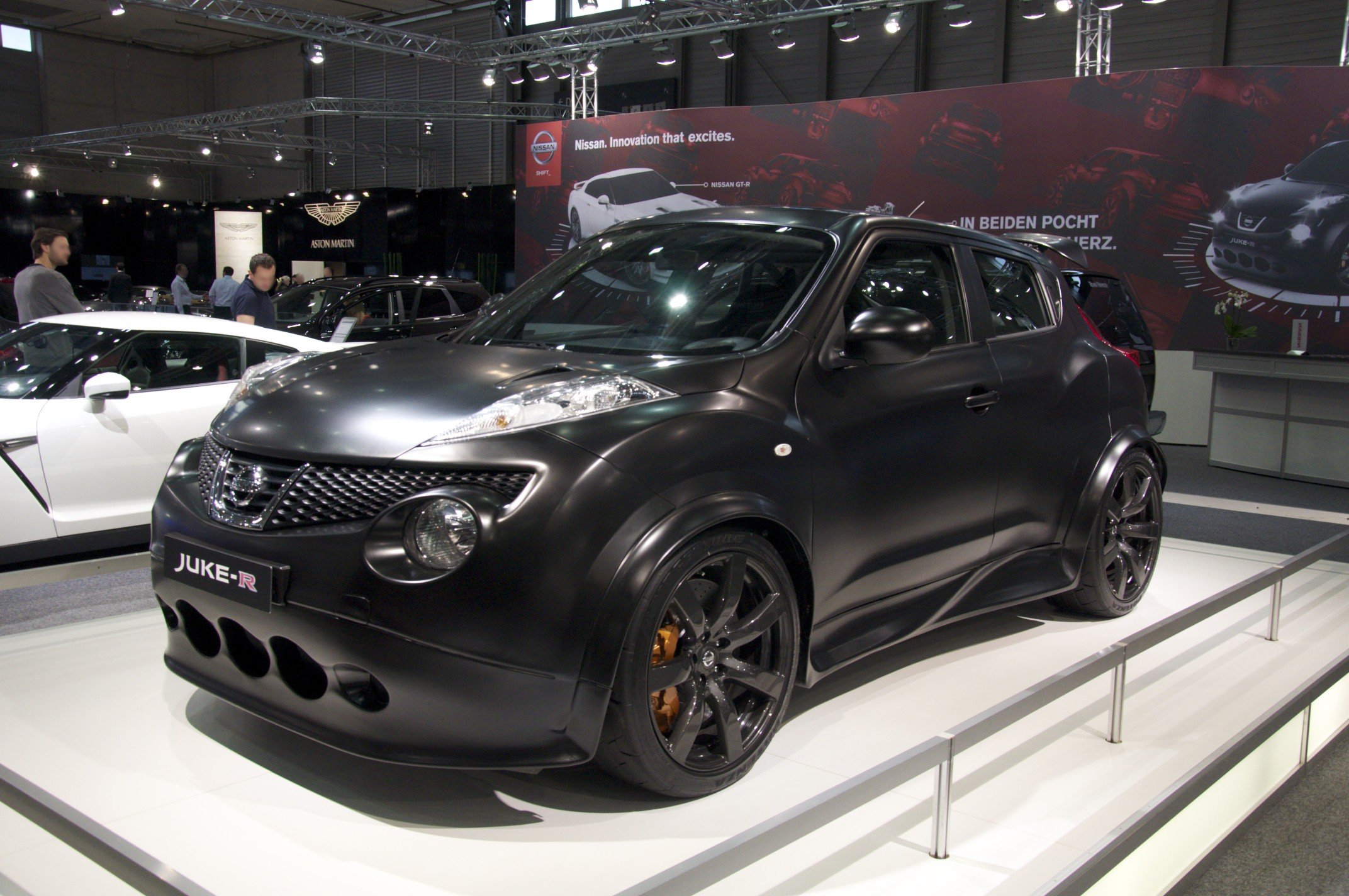
Nissan Juke R

Nissan Juke är en kompakt crossover som introducerades av Nissan år 2010. Modellen var en av de första små  stadsjeeparna.  
Den första generationen tillverkades mellan 2010 och 2019 och ersattes 2019 av den andra generationen.

## Första generationen (2010–2019)
Nissan Juke debuterade på Genève Motor Show 2010 och byggde på Nissans B-plattform, som den delade med mindre modeller som Nissan Micra och Renault Clio. Bilen erbjöds med både bensin- och dieselmotorer, där de mest populära alternativen var en 1,6-liters fyrcylindrig bensinmotor med 117 hästkrafter och en 1,6-liters turbomotor med 190 hästkrafter. För den som sökte en bränslesnålare lösning fanns även en 1,5-liters dieselmotor med 110 hästkrafter.  
Beroende på marknad kunde Juke fås med antingen framhjulsdrift eller fyrhjulsdrift. Fyrhjulsdrivna varianter var oftast utrustade med en CVT-automat, medan framhjulsdrivna modeller även kunde fås med en manuell växellåda.  

## Andra generationen (2019–nutid)
Den andra generationen av Nissan Juke presenterades 2019 och byggde på den nya CMF-B-plattformen, som även används för modeller som Renault Captur. Den nya modellen var större än sin föregångare, vilket resulterade i bättre utrymmen för både förare och passagerare. Bagageutrymmet ökade också, något som tidigare hade varit en av första generationens svagheter.  
Den andra fick generationen en mer bränsleeffektiv drivlina där grundmotorn var en 1,0-liters trecylindrig bensinmotor med 117 hästkrafter och ett alternativ var en hybridvariant i vilkenen 1,6-liters bensinmotor kombinerades med en elmotor för en sammanlagd effekt på 143 hästkrafter.

## Prestanda och köregenskaper
Den första generationen hade en något styvare fjädring, medan den andra generationen har fått en mer balanserad fjädring som förbättrar både komfort och väghållning.

## Konkurrenter
Sedan introduktionen har Juke haft flera konkurrenter i det snabbt växande segmentet för små crossovers. Bland de mest direkta rivalerna finns Renault Captur, Peugeot 2008, Volkswagen T-Roc och Hyundai Kona.